# نووو سلو (ورنگاچکا بانگا)
نووو سلو (به صربی: Novo Selo) یک منطقهٔ مسکونی در صربستان است که در ورنگاچکا بانگا واقع شده‌است. نووو سلو ۲۴٫۴۹ کیلومتر مربع مساحت و ۴٬۴۶۱ نفر جمعیت دارد و ۲۳۷ متر بالاتر از سطح دریا واقع شده‌است.